# Cena para cinco
Dinner for Five, traducido como Cena para cinco, fue un programa de televisión en el que el actor/director Jon Favreau (creador de Swingers, Made y Iron Man) y una lista de invitados generalmente celebridades comen, beben y hablan de la vida dentro y fuera del set y tienen un intercambio de historias sobre proyectos pasados y presentes. Los asientos del programa eran ocupados por leyendas de la Pantalla junto a una variedad de personalidades del cine, la televisión, la música y la comedia, lo que resulta en una situación libre y totalmente impredecible. El programa salió al aire en un canal de cine independiente con Favreau y el coproductor ejecutivo Peter Billingsley.

## Formato
El formato de show fue un foro abierto y espontáneo de las personas en la comunidad del espectáculo y el entretenimiento. La idea, originalmente concebido por Favreau, se originó en un momento en que salió a cenar con colegas en un lugar de rodaje e intercambiaron anécdotas de rodaje. Favreau dijo: «Pensé que sería interesante mostrar a la gente ese lado del negocio». Él no quería presentarlos de la manera «sensacionalista [que] están presentados en la prensa, sino como la gente normal». El formato contó a Favreau y cuatro invitados de la industria del entretenimiento en un restaurante con otros comensales. Pidiendo comida real de los menús reales y fueron servidos por auténticos camareros. No hubo tarjetas de referencia o investigación previa sobre los participantes que le permitían orquestar la conversación y a los invitados se les permitió hablar de lo que quisieran. El espectáculo utiliza cinco cámaras con los operadores que utilizan lentes de largo para que pudieran estar al menos a diez pies de distancia de la mesa y así no pudieran entrometerse en la conversación o hacer que los huéspedes estuvieran siempre autoconscientes. Las conversaciones duraron hasta que la película se acabó. La cena de dos horas sería editada para tener 25 minutos por episodio. (La única excepción al formato estándar fue la conversación que Favreau tuvo con el célebre director Martin Scorsese, esto fue hecho en un estilo más tradicional de tipo entrevista.)
El programa fue cancelado por la CFI a favor del The Henry Rollins Mostrar porque la red sintió que "cuatro años, que necesitábamos para hacer un cambio, y ya necesitábamos hacer una declaración contundente."
Todas las cuatro temporadas del año están disponibles en YouTube en el canal cena para cinco. La primera temporada fue mostrada repetidamente por Sky Arts y es ahora Mostrando en el programa [When?] Reino Unido en el Cine 24 (Sky157) y en Australia por STVDIO (Foxtel / Austar132).
Netflix y el Canal de Cine Independiente produjeron un episodio 50a especial de Cena para Cinco, que se estrenó el CFI Viernes, 1 de febrero de 2008 y está disponible en Netflix a partir del 4 de febrero de 2008. El episodio 50a tenía las características Favreau y Vaughn, así como Peter Billingsley , Justin Long y Keir O'Donnell, que se ven en el Vince Vaughn Wild West Comedy Show.
Un DVD fue lanzado por Fox Lorber en 2004 de la primera temporada completa. Los DVD posteriores fueron liberados por Fairview Entertainment en 2007 como "fabricado en la demanda cuando se le ordenó desde Amazon" discos. Los DVD Fairview no están programadas como la temporada completa, pero bajo la égida de "Jon Favreau presenta sus 10 momentos/segmentos más memorables " de la serie. Estos llevan los títulos de "Favoritos de Favreau", "mejores directores", "On The Road" y "Selecciones del Productor".

## Los Invitados
- J. J. Abrams
- Joey Lauren Adams
- Ben Affleck
- Danny Aiello
- Judd Apatow
- Rosanna Arquette
- Edward Asner
- Sean Astin
- Philip Baker Hall
- Alec Baldwin
- Jason Bateman
- Jennifer Beals
- Ed Begley, Jr.
- Peter Berg
- Jason Biggs
- Buzz Bissinger
- Peter Bogdanovich
- Saffron Burrows
- David Byrne
- James Caan
- Bruce Campbell
- Neve Campbell
- George Carlin
- Michael Chiklis
- Louis C.K.
- Patricia Clarkson
- Rory Cochrane
- Roger Corman
- Brian Cox
- David Cross
- Alan Cumming
- Beverly D'Angelo
- Ted Danson
- Frank Darabont
- Michael De Luca
- Dom DeLuise
- Laura Dern
- Zooey Deschanel
- Andy Dick
- Peter Dinklage
- Richard Donner
- Stephen Dorff
- Illeana Douglas
- Fran Drescher
- Steven Drozd
- David Duchovny
- Charles Durning
- Dave Eggers
- Ron Eldard
- Hector Elizondo
- Jennifer Esposito
- Peter Falk
- Dennis Farina
- Colin Farrell
- Will Ferrell
- Carrie Fisher
- Dave Foley
- Jeff Garlin
- Jennifer Garner
- Janeane Garofalo
- Gina Gershon
- Adam Goldberg
- Jeff Goldblum
- Brian Grazer
- Seth Green
- David Alan Grier
- Luis Guzmán
- Maggie Gyllenhaal
- Mark Hamill
- Daryl Hannah
- Cole Hauser
- Tony Hawk
- Sean Hayes
- Jon Heder
- John Herzfeld
- George Hickenlooper
- Katie Holmes
- Ernie Hudson
- Bonnie Hunt
- Amy Irving
- Eddie Izzard
- Kevin James
- Famke Janssen
- Catherine Kellner
- Laura Kightlinger
- John Landis
- Denis Leary
- Stan Lee
- Jason Lee
- Juliette Lewis
- Richard Lewis
- Delroy Lindo
- Ron Livingston
- Faizon Love
- Seth MacFarlane
- Michael Madsen
- Bill Maher
- Marilyn Manson
- Joe Mantegna
- Vanessa Martínez
- Michael McKean
- David Milch
- Larry Miller
- Penelope Ann Miller
- Isaac Mizrahi
- Jay Mohr
- Tracy Morgan
- Cathy Moriarty
- Alanis Morissette
- Tim Blake Nelson
- Bob Odenkirk
- Timothy Olyphant
- Leland Orser
- Cheri Oteri
- Joe Pantoliano
- Barry Pepper
- Stacy Peralta
- Rosie Perez
- Oliver Platt
- Martha Plimpton
- Kevin Pollak
- Colin Quinn
- Michael Rapaport
- Charles Nelson Reilly
- Burt Reynolds
- Giovanni Ribisi
- Christina Ricci
- Henry Rollins
- Ray Romano
- Stephen Root
- Jeffrey Ross
- Paul Rudd
- John Sayles
- Liev Schreiber
- Martin Scorsese
- Tony Shalhoub
- Garry Shandling
- Molly Shannon
- Harry Shearer
- Dax Shepard
- Sarah Silverman
- Christian Slater
- Kevin Smith
- Mary Steenburgen
- Rod Steiger
- Jeffrey Tambor
- Lili Taylor
- Billy Bob Thornton
- Jeanne Tripplehorn
- Tracey Ullman
- Blair Underwood
- Vince Vaughn
- John Waters
- Fred Willard
- Henry Winkler
- Dwight Yoakam
- Rob Zombie